# Museum Week
La MuseumWeek (en español: Semana de los museos) es un evento global que se realiza en Internet durante una semana cada año con la participación de museos, asociaciones e instituciones culturales.
Creado en 2014 a partir del compromiso de doce museos franceses que desean ampliar su audiencia. Cada edición promueve una gran causa internacional.
En 2015, tan pronto como su segunda edición, MuseumWeek se convirtió en el evento cultural mundial más importante de Twitter.

## Historia

### Un evento internacional
Independientemente de su tamaño, ubicación o colección, las instituciones abren sus puertas de manera virtual y física y se comunican a través de una serie de 7 hashtags (incluido el hashtag #MuseumWeek), a razón de uno por día durante una semana. Lanzado en 2014 en Twitter, MuseumWeek reunió a casi 700 instituciones europeas en Twitter en el primer año.
La cuarta edición tuvo lugar en 2017 en nuevas plataformas: Instagram, Snapchat, la red social china Weibo, la red rusa Vkontakte ... El evento está organizado por la asociación Culture for Causes Network. Cada año, la Semana del Museo aprovecha su posición de liderazgo para promover una gran causa internacional. La operación movilizó 2,200 instituciones, museos, bibliotecas, galerías en 2016 y se expandió a 75 países en 2017.
Cerca de 5 000 instituciones participaron en 2018, en 120 países.
En 2019, la MuseumWeek, a través del hashtag #WomenInCulture, destaca los valores de las mujeres en la cultura, ya sea para evocar el talento femenino, la mujer ayer, hoy o mañana.
| Año                     | lunes                           | Martes                                        | Miércoles                                | Jueves                            | Viernes                         | Sábado                                        | Domingo                                      |
| ----------------------- | ------------------------------- | --------------------------------------------- | ---------------------------------------- | --------------------------------- | ------------------------------- | --------------------------------------------- | -------------------------------------------- |
| 2014 24 - 30 marzo      | #CoulissesMW                    | #QuizzMW                                      | #LoveMW                                  | #ImagineMW                        | #QuestionMW                     | #ArchiMW                                      | #CreaMW                                      |
| 2015 23 - 29 marzo      | #SecretsMW                      | #SouvenirsMW                                  | #ArchitectureMW                          | #InspirationMW                    | #FamilyMW                       | #FavMW                                        | #PoseMW                                      |
| 2016 28 marzo - 3 abril | #SecretsMW                      | #PeopleMW                                     | #ArchitectureMW                          | #HeritageMW                       | #FutureMW                       | #ZoomMW                                       | #LoveMW                                      |
| 2017 19 - 25 junio      | #FoodMW                         | #SportsMW                                     | #MusicMW                                 | #StoriesMW                        | #BooksMW                        | #TravelsMW                                    | #HeritageMW                                  |
| 2018 23 - 29 abril      | #WomenMW                        | #CityMW                                       | #HeritageMW                              | #ProfessionsMW                    | #KidsMW                         | #NatureMW                                     | #DifferenceMW                                |
| 2019 13 - 19 mayo       | #WomenInCulture                 | #SecretsMW                                    | #PlayMW                                  | #RainbowMW                        | #ExploreMW                      | #PhotoMW                                      | #FriendsMW                                   |
| 2020 11 - 17 mayo       | #HéroesMW #HeroesMW             | #CulturaEnCuarentenaMW #CultureInQuarantineMW | #JuntosMW #TogetherMW                    | #MomentosMuseoMW #MuseumMomentsMW | #ClimaMW #ClimateMW             | #TecnologíaMW #TechnologyMW                   | #SueñosMW #DreamsMW                          |
| 2021 7 - 13 junio       | #ÉraseUnaVezMW #OnceUponAtimeMW | #TrasBambalinasMW #BehindTheScenesMW          | #LaMiradaDeLaInfanciaMW #ChildrensEyesMW | #EurekaMW #EurekaMW               | #TitúlaloMW #CaptionThisMW      | #ElArteEstáEnTodasPartesMW #ArtIsEverywhereMW | #PalabrasParaElFuturoMW #WordsForTheFutureMW |
| 2022 13-19 junio        | #inovaciónMW #innovationMW      | #creadoresMW #creatorsMW                      | #libertadMW #freedomMW                   | #sexualidadMW #sexualityMW        | #medioambienteMW #environmentMW | #leccionesdevidaMW #lifeLessonsMW             | #danzaMW #danceMW                            |

### Ejemplo
En 2015, la Cité des Sciences et de l'Industrie organizó un evento en el que se formuló una pregunta: ¿Cuál es el patrimonio cultural de nuestro tiempo que se transmitirá a las generaciones futuras? En respuesta, la institución se dispuso a mantener todos los Tuits con la palabra #MuseumWeek, emitida durante la Semana del Museo 2015, en una cápsula del tiempo. Con un tamaño de 60 x 30 x 28,6 cm y un peso de 30 kilos, la cápsula está diseñada en acrílico, vidrio, fibra de carbono y metal. Sellado el 29 de marzo de 2015 a la medianoche, no estará abierto antes de 2035 y contiene información para las generaciones futuras sobre nuestro modo de vida y nuestro consumo de arte en 2015.